# Roberto Bettega
Roberto Bettega (né le 27 décembre 1950 à Turin dans le Piémont) est un joueur de football international italien, qui évoluait au poste d'attaquant.
L'essentiel de sa carrière s'est faite à la Juventus, club pour lequel il a joué 490 matchs et marqué 179 buts en 14 ans de carrière, soit la troisième meilleure réalisation historique du club. Il a remporté sept titres de champion d'Italie, deux coupes d'Italie et une coupe UEFA, et est donc considéré comme un des plus grands attaquants de l'histoire de la Juve.
Il est ensuite devenu dirigeant de la Juventus.

## Biographie

### En club
« La Juventus a été une des raisons de ma vie. J'aime cette équipe, cette société et ces couleurs. »

— Roberto Bettega
Ambidextre (bien qu'utilisant plus souvent son pied droit), Roberto commence le football très jeune, aussi bien en tant que milieu de terrain qu'au poste d'avant-centre, avant d'ensuite basculer petit à petit au poste de meneur de jeu.
Après avoir été formé durant plusieurs années par le grand club de sa ville natale de la Juventus, Bettega et son 1,84 m commence sa carrière professionnelle sous forme de prêt à un club de Serie B, l'AS Varese, à l'époque entraîné par Nils Liedholm. Lors de sa première saison (en 1969-70), il inscrit au total 13 buts (finissant meilleur buteur de la compétition) en 30 matchs et contribue à la montée du club lombard club en Serie A, aux côtés notamment d'Ariedo Braida ou encore d'Aquilino Bonfanti.
Après une bonne première saison, Bettega retourne à la Juve en 1970, et dispute le premier match bianconero de sa carrière le 30 août 1970 lors d'un match nul 1-1 contre l'Hellas Vérone en coupe. Une semaine plus tard, le 6 septembre, il inscrit son premier but lors d'un nouveau nul en coupe 2-2 contre Novare, avant de jouer quelques semaines plus tard (le 29 septembre) son premier match de Serie A lors d'un succès à l'extérieur 1-0 sur Catane. Il fait sensation lors de sa première saison, où il inscrit 21 buts en 42 matchs (dont 13 buts en 28 matchs en championnat), son équipe terminant finaliste de la Coupe des villes de foires.

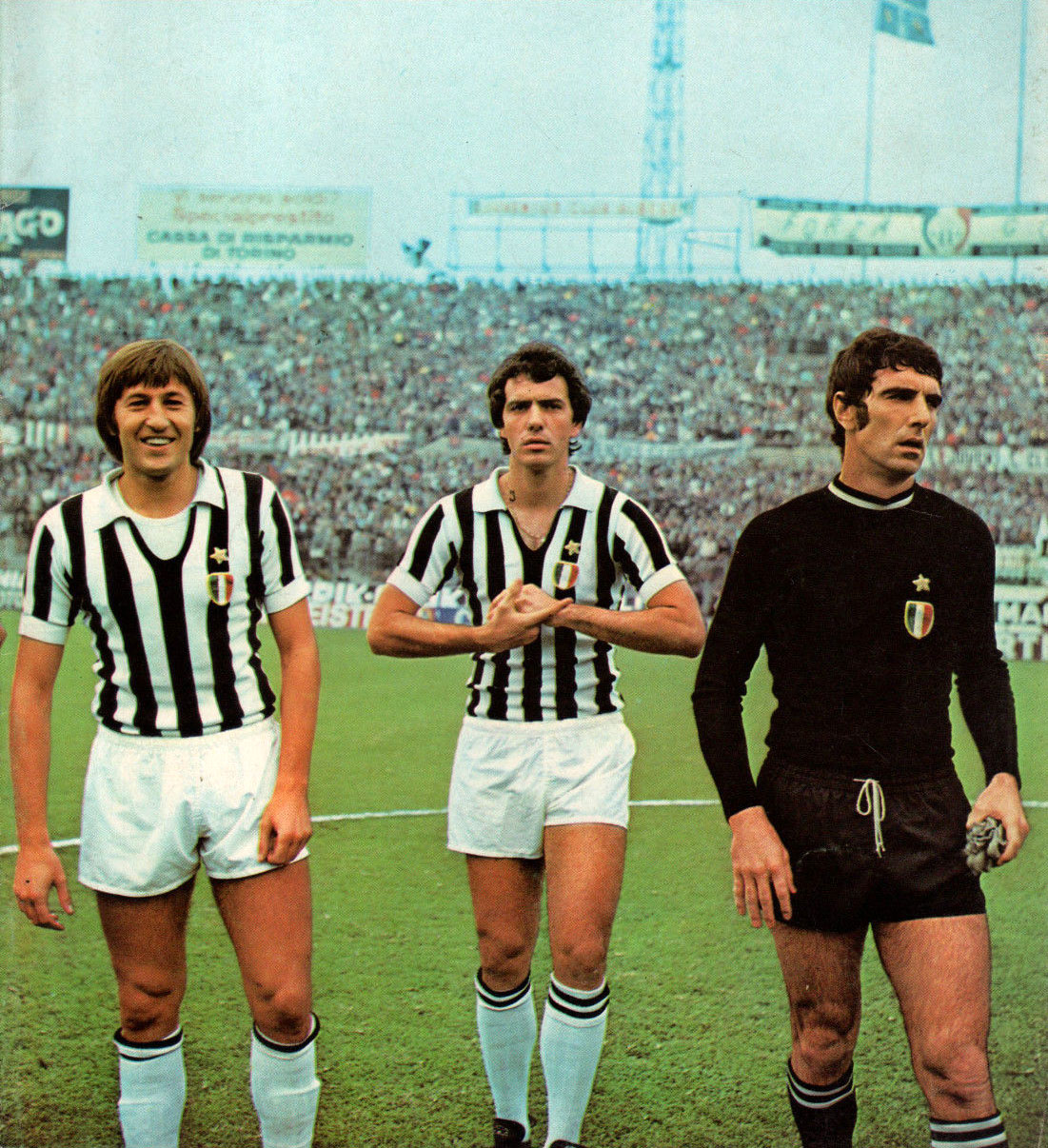
Bettega avant un match du bianconeri au stade communal de Turin à la fin de 1973, entre l'arrière gauche Gianpietro Marchetti et le gardien Dino Zoff.

La saison suivante (dont il manque une bonne partie à cause d'une tuberculose), il remporte son premier trophée en terminant champion d'Italie 1971-72, puis remporte à nouveau le scudetto la saison suivante, année où il parvient jusqu'en finale de la coupe d'Italie ainsi que de la Coupe des clubs champions 1972-73 (perdue 1-0 contre l'Ajax de Cruijff et leur « football total »).
Durant les trois saisons suivantes, Bettega (pénalisé par des blessures, lui permettant tout de même de s'assurer une moyenne d'environ 10 buts par saison) termine à nouveau une fois champion (1974-75) et deux fois vice-champion, avant de connaître un renouveau en 1976 avec l'arrivée sur le banc de Giovanni Trapattoni.
Roberto Bettega termine la saison 1976-77 en trombe puisqu'avec ses 23 buts en 46 matchs (toutes compétitions confondues), il remporte son 4e championnat et la Coupe UEFA sur l'Athletic Bilbao (premier titre continental du club).
Il remporte ensuite au moins un titre par an durant deux saisons (un scudetto en 1977-78 et une coupe en 1978-79, année où il subit à nouveau une grave blessure), avant de finir capocannoniere du championnat 1979-80 avec 16 buts.
En 1980-81, il gagne le 6e titre de champion de sa carrière, puis son 7e la saison suivante (où il se blesse à nouveau gravement aux ligaments du genou le 4 novembre 1981 lors d'un nul 1-1 en C1 contre Anderlecht).
À partir de la saison 1982-83 (où Bettega remporte son dernier titre à la Juve avec une coupe), il commence à perdre peu à peu sa place de titulaire, concurrencé par Domenico Marocchino. Il joue son dernier match avec les bianconeri le 25 mai 1983 en finale de la Coupe des clubs champions 1982-83, perdue 1-0 contre Hambourg à Athènes.
Surnommé BobbyGol, Penna bianca ou encore Cabeza blanca, Bettega aura marqué l'histoire de la Vieille Dame avec ses 179 buts inscrits en 490 matchs (dont 129 buts en 326 matchs en Serie A), remportant au total sept titres de champion d'Italie (en 1971-72, 1972-73, 1974-75, 1976-77, 1977-78, 1980-81 et 1981-82), deux coupes d'Italie (en 1978-79 et 1982-83) ainsi qu'une coupe UEFA en (1976-77).

Excellent au jeu de tête, il aurait pu marquer beaucoup plus de buts si sa carrière n'avait pas été interrompue par de nombreuses blessures.
Après avoir fait ses adieux à la Madama, Bettega part tenter une dernière aventure outre-atlantique, et rejoint finalement la NASL (North American Soccer League) en signant pour une saison chez les canadiens du Blizzard de Toronto (il inscrit en tout 11 buts en 48 matchs entre 1983 et 1984).

Durant sa période nord-américaine, il est victime d'un grave accident de la route (sur l'autoroute à bord de sa A112 lors d'un retour en Italie).
Il prend sa retraite en 1984, ayant joué au total 559 matchs officiels et inscrit 202 buts.

### En équipe nationale

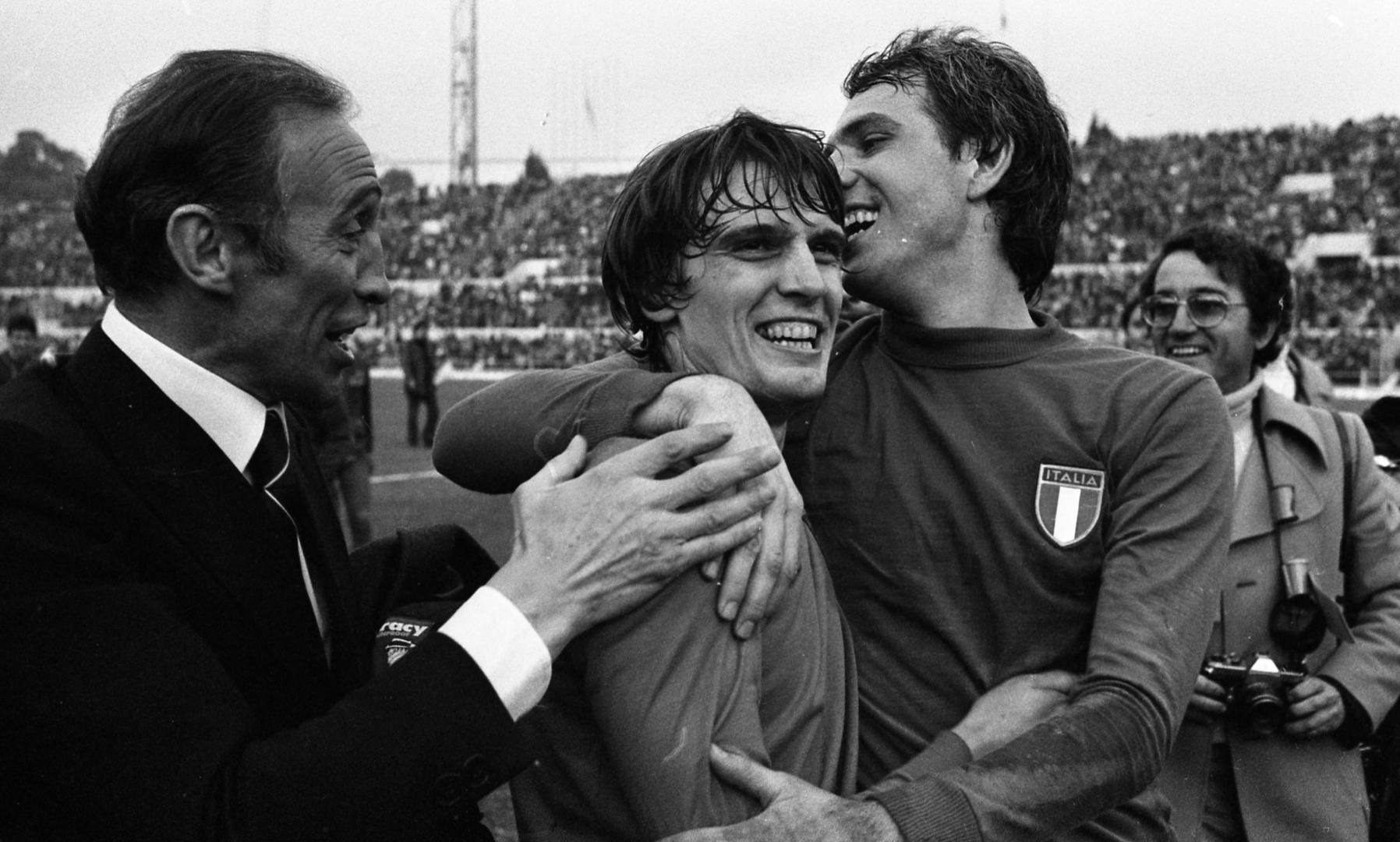
Bettega (droite) célébrités avec Marco Tardelli et Enzo Bearzot, manager de l'équipe nationale italienne, après une victoire sur l'Angleterre en Novembre 1976.

Bettega a commencé sa carrière internationale en 1975 à l'occasion d'un match contre l'équipe de Finlande (0-0 le 5 juin).
Il a participé à la coupes du monde de 1978 pendant laquelle il a marqué 2 buts. Malheureusement pour lui, il n'a pas pu participer à la victoire italienne en Coupe du monde de football de 1982 car il était blessé.
Il a au total joué 42 matchs avec l'équipe d'Italie et a marqué 19 buts (entre 1975 et 1983).

### Reconversion
Il fut ensuite durant les années 80 et 90 chroniqueur sportif pour le compte de Fininvest, et commenta en 1985 la finale de la Coupe intercontinentale entre la Juventus et l'Argentinos Juniors avec le journaliste Giuseppe Albertini (une première dans l'histoire du calcio en Italie où un commentateur sportif fut accompagné d'un ex-joueur). Il fut ensuite accompagné par Nando Martellini à ses débuts à Fininvest après avoir quitté la RAI.
Il anima un temps l'émission Caccia al tredici et travailla également avec la Tele Capodistria.
En 2010 et 2011, il anime l'émission Controcampo sur la Rete 4.
En 1994, il est appelé par Umberto Agnelli pour occuper la fonction de vice-président de la Juventus. En compagnie de Antonio Giraudo et de Luciano Moggi, Bettega et la Juventus connaissent un cycle victorieux.
Il n'est ensuite pas inquiété par le scandale du Calciopoli en 2006 et conserve ses fonctions dirigeantes. Il connait la relégation en deuxième division italienne du club avant d'être remercié par la société le 22 juin 2007.
Il redevient le 22 décembre 2009 vice-directeur de la Juventus, à la suite des mauvais résultats du club en Ligue des champions et en championnat.

## Palmarès
| Varèse - Serie B : - Meilleur buteur : 1969-70 (13 buts). |  | Juventus - Championnat d'Italie (7) : - Champion : 1971-72, 1972-73, 1974-75, 1976-77, 1977-78, 1980-81 et 1981-82. - Vice-champion : 1973-74 et 1975-76. - Meilleur buteur : 1979-80 (16 buts). - Coupe d'Italie (2) : - Vainqueur : 1978-79 et 1982-83. - Finaliste : 1972-73. |  | - Coupe des villes de foires : - Finaliste : 1970-71. - Coupe des clubs champions : - Finaliste : 1972-73 , 1982-1983 - Coupe UEFA (1) : - Vainqueur : 1976-77. |

## Statistiques
| Saison                | Club                  | Championnat           | Championnat | Championnat | Coupe(s) nationale(s) | Coupe(s) nationale(s) | Compétition(s) continentale(s) | Compétition(s) continentale(s) | Compétition(s) continentale(s) | Autres compétitions | Autres compétitions | Autres compétitions | Italie | Italie | Total | Total |
| Saison                | Club                  | Division              | M.          | B.          | M.                    | B.                    | Comp.                          | M.                             | B.                             | Comp.               | M.                  | B.                  | M.     | B.     | M.    | B.    |
| 1969-1970             | Varèse FC (prêt)      | 2                     | 30          | 13          | 3                     | 0                     | -                              | -                              | -                              | -                   | -                   | -                   | 0      | 0      | 33    | 13    |
| Sous-total            | Sous-total            | Sous-total            | 30          | 13          | 3                     | 0                     | -                              | -                              | -                              | -                   | -                   | -                   | 0      | 0      | 33    | 13    |
| 1970-1971             | Juventus FC           | 1                     | 28          | 13          | 3                     | 2                     | C3                             | 11                             | 6                              | TP                  | 4                   | 1                   | 0      | 0      | 46    | 22    |
| 1971-1972             | Juventus FC           | 1                     | 14          | 10          | 4                     | 1                     | C3                             | 5                              | 4                              | -                   | -                   | -                   | 0      | 0      | 23    | 15    |
| 1972-1973             | Juventus FC           | 1                     | 27          | 8           | 9                     | 1                     | C1                             | 7                              | 2                              | -                   | -                   | -                   | 0      | 0      | 43    | 11    |
| 1973-1974             | Juventus FC           | 1                     | 24          | 8           | 5                     | 2                     | C1                             | 2                              | 0                              | CI                  | 1                   | 0                   | 0      | 0      | 32    | 10    |
| 1974-1975             | Juventus FC           | 1                     | 27          | 6           | 10                    | 3                     | C3                             | 10                             | 1                              | -                   | -                   | -                   | 1      | 0      | 48    | 10    |
| 1975-1976             | Juventus FC           | 1                     | 29          | 15          | 3                     | 2                     | C1                             | 4                              | 1                              | -                   | -                   | -                   | 4      | 2      | 40    | 20    |
| 1976-1977             | Juventus FC           | 1                     | 30          | 17          | 4                     | 1                     | C3                             | 12                             | 5                              | -                   | -                   | -                   | 5      | 7      | 51    | 30    |
| 1977-1978             | Juventus FC           | 1                     | 30          | 11          | 4                     | 2                     | C1                             | 7                              | 2                              | -                   | -                   | -                   | 13     | 7      | 54    | 22    |
| 1978-1979             | Juventus FC           | 1                     | 30          | 9           | 9                     | 2                     | C1                             | 2                              | 0                              | -                   | -                   | -                   | 4      | 1      | 45    | 12    |
| 1979-1980             | Juventus FC           | 1                     | 28          | 16          | 4                     | 0                     | C2                             | 8                              | 1                              | -                   | -                   | -                   | 7      | 0      | 47    | 17    |
| 1980-1981             | Juventus FC           | 1                     | 25          | 5           | 8                     | 3                     | C3                             | 4                              | 3                              | TC                  | 4                   | 0                   | 6      | 1      | 47    | 12    |
| 1981-1982             | Juventus FC           | 1                     | 7           | 5           | 4                     | 2                     | C1                             | 3                              | 1                              | -                   | -                   | -                   | 1      | 1      | 15    | 9     |
| 1982-1983             | Juventus FC           | 1                     | 27          | 6           | 7                     | 1                     | C1                             | 6                              | 1                              | -                   | -                   | -                   | 1      | 0      | 41    | 8     |
| Sous-total            | Sous-total            | Sous-total            | 326         | 129         | 74                    | 22                    | -                              | 81                             | 27                             | -                   | 9                   | 1                   | 42     | 19     | 532   | 198   |
| 1983                  | Blizzard de Toronto   | 1                     | 21          | 2           | -                     | -                     | -                              | -                              | -                              | -                   | -                   | -                   | 0      | 0      | 21    | 2     |
| 1984                  | Blizzard de Toronto   | 1                     | 27          | 9           | -                     | -                     | -                              | -                              | -                              | -                   | -                   | -                   | 0      | 0      | 27    | 9     |
| Sous-total            | Sous-total            | Sous-total            | 48          | 11          | -                     | -                     | -                              | -                              | -                              | -                   | -                   | -                   | 0      | 0      | 48    | 11    |
| Total sur la carrière | Total sur la carrière | Total sur la carrière | 404         | 153         | 77                    | 22                    | -                              | 81                             | 27                             | -                   | 9                   | 1                   | 42     | 19     | 613   | 222   |